# Girolamo Fantini
Girolamo Fantini (Spoleto, 11 febbraio 1600 – Firenze, 6 maggio 1675) è stato un trombettista e compositore italiano.
Girolamo Fantini è noto principalmente per il suo metodo Modo per imparare a sonare di tromba (1638), uno dei primi della storia e comunque di fondamentale importanza per la successiva evoluzione dello strumento.

## Biografia
Poche sono le notizie, giunte sino a noi, che riguardano la sua vita.
Con certezza sappiamo che dall'aprile 1631 divenne Trombettista di Corte del Granduca di Toscana Ferdinando II de' Medici.
All'epoca il suonatore di tromba veniva definito "trombetta" (da qui deriva etimologicamente il termine "trombettista"), quindi Fantini era il "trombetta maggiore" del granduca.
Com'era usanza in quel tempo, questo impiego prevedeva parecchi spostamenti al seguito del proprio signore; infatti dopo il 1631 fu ripetutamente a Roma.
Nell'estate del 1634 Fantini si esibì nelle stanze del Cardinale Borghese, insieme con Girolamo Frescobaldi (all'epoca organista della Basilica di San Pietro a Roma), in uno storico concerto: questo fu infatti il primo nella storia per tromba e organo. Si dice che in quell'occasione Fantini suonò, con la sua tromba naturale, delle note al di fuori della serie armonica, cosa che impressionò parecchio gli spettatori.
Nel 1636, in occasione dell'incoronazione di Ferdinando III a imperatore del Sacro Romano Impero, si recò in Germania, dove a Francoforte nel 1638 pubblicò il trattato Modo per Imparare a Sonare di Tromba, Tanto di Guerra Quanto Musicalmente in Organo, con Tromba Sordina, col Cimbalo e ogn'altro istrumento (dedicato a Ferdinando II).
In questo Metodo, Fantini si occupa marginalmente della tromba quale strumento di cavalleria, o per emettere segnali di guerra, come era stata intesa fino a quel momento; ma per la prima volta compone vere e proprie musiche espressamente dedicate allo strumento, quali balletti, ricercate, danze e sonate, spesso accompagnate dal basso (da eseguirsi con organo).
Tale innovazione aprì la strada alla grande e luminosa tradizione della tromba barocca, che ebbe il suo culmine nel XVIII secolo.

## Lavori principali
Nel suo trattato il Fantini riporta anche gli spartiti di cento delle sue opere che portano il nome di altrettante importanti famiglie italiane e tedesche
- Aria "detta la Truxes"
- Balletto "detto del Gauotti"
- Balletto "detto il Lunati"
- Balletto "detto la Squilletti"
- Brando "detto del Bianchi"
- Brando "detto l'Albizi"
- Capriccio "detto del Carducci"
- Corrente "detta del Riccardi"
- Galliarda "detta del Strozzi"
- Prima entrata imperiale
- Ricercata n. 1 " detta di Soprano"
- Ricercata n. 2 "detta l'Acciaioli"
- Ricercata n. 3 "detta la Serristori"
- Ricercata n. 4 "detta la Torrigiani"
- Ricercata n. 5 "detta la Lenzoni"
- Ricercata n. 6 "detta la Canigiani"
- Ricercata n. 7 "detta la Martellini"
- Ricercata n. 8 "detta del Guidoni"
- Ricercata n. 9 "detta del Castiglioni"
- Ricercata n. 10 "detta la Brancadoro"
- Ricercata n. 11 "detta l'Albergotti"
- Ricercata n. 12 "detta l'Amerighi"
- Rotta
- Saltarello "detto del Naldi"
- Sarabanda "detta del Zozzi"
- Seconda entrata imperiale
- Sonata per 2 trombe "detta del Guicciardini"
- Sonata per 2 trombe "detta del Piccolomini"
- Sonata per tromba e basso continuo "detta del Capponi"
- Sonata per tromba e basso continuo "detta del Monte"
- Sonata per tromba e basso continuo "detta del Panicalora"
- Sonata imperiale I
- Sonata imperiale II
- 8 sonate per tromba e basso continuo:
  - Sonata per tromba e basso continuo n. 1 "detta del Colloredo"
  - Sonata per tromba e basso continuo n. 2 "detta del Gonzaga"
  - Sonata per tromba e basso continuo n. 3 "detta del Niccolini"
  - Sonata per tromba e basso continuo n. 4 "detta del Saracinelli"
  - Sonata per tromba e basso continuo n. 5 "detta dell'Adimari"
  - Sonata per tromba e basso continuo n. 6 "detta del Morone"
  - Sonata per tromba e basso continuo n. 7 "detta del Vitelli"
  - Sonata per tromba e basso continuo n. 8 "detta del Nero"